# Adamites
Els adamites eren un grup religiós cristià sorgit en el segle ii al nord d'Àfrica i que pretenia, mitjançant la pràctica del nudisme, retornar a la innocència original de l'Edèn descrita en el Gènesi.
La seva doctrina defensava, a més de l'absoluta nuesa, el rebuig del matrimoni en considerar-lo una conseqüència del pecat original. Pel que fa a la seva posició sobre la moral sexual, existeixen opinions contradictòries, mentre per alguns autors practicaven l'amor lliure i els relacionen amb les sectes llibertines de què parla Climent d'Alexandria, altres pel contrari els atribueixen tendències ascètiques amb una estricta abstinència sexual.
La primera referència històrica sobre aquesta doctrina es recull en el llibre titulat Panarion, obra d'Epifani I de Constància sobre les heretgies del seu temps. Sant Agustí d'Hipona també s'hi va referir en els seus escrits.
El moviment original va desaparèixer en el segle iv per tornar a sorgir en el segle xiii a Àustria, Bohèmia i Flandes, on és conservar fins que a finals del segle xv les persecucions el feren desaparèixer.
En el segle xx, van aparèixer als Estats Units nous moviments religiosos que defensaven el nudisme, entre els quals destaquen el sorgit el 1925 de la mà d'Anna Rhodes, o la creació el 1985 de l'Església Nudista Cristiana del Sant Donzell Jesús.
Alguns autors pensen que el quadre de Hieronymus Bosch el jardí de les delícies podria ser una representació de les idees de la secta, ja que a la població de Bois-le-Duc, on residia el pintor, hi havia els "Germans del Lliure Esperit" que seguien les seves doctrines.
El fons de les seves idees era que « l'home ha de ser tan feliç aquí baix, a la terra, com serà un dia al cel » (Tommaso Campanella, La Ciutat del Sol, 1568)